# Lepisiota capitata
Lepisiota capitata är en myrart som först beskrevs av Auguste-Henri Forel 1913.  Lepisiota capitata ingår i släktet Lepisiota och familjen myror. Inga underarter finns listade i Catalogue of Life.